# Chrysosoma cautum
Chrysosoma cautum är en tvåvingeart som beskrevs av Octave Parent 1935. Chrysosoma cautum ingår i släktet Chrysosoma och familjen styltflugor. Inga underarter finns listade i Catalogue of Life.